# Diokles von Karystos
Diokles von Karystos, kurz Diokles (griechisch ∆ιοκλῆς), auch Diokles Karystios genannt und auch Diocles geschrieben, war ein antiker griechischer Arzt und Medizinschriftsteller aus Karystos auf Euböa. Er lebte im 4. und vielleicht auch noch im 3. Jahrhundert v. Chr. und verband Lehren der hippokratischen Medizin mit Elementen der von Aristoteles stark beeinflussten westgriechischen Heilkunde Unteritaliens und Siziliens.

## Leben und Wirken
Diokles wurde in Karystos geboren, war der Sohn des Arztes Archidamos und ein Schüler von Aristoteles. Er gilt als einer der bedeutendsten Vertreter der medizinischen Wissenschaft nach Hippokrates. Vorwiegend in Athen lebend, wurde er von seinen Mitbürgern (bzw. von Plinius) mit dem Ehrennamen „der zweite Hippokrates“ (ὁ δεύτερος Ἱπποκράτης) bedacht. Er hatte Kontakt zur Platonischen Akademie; eine Zugehörigkeit zum Peripatos ist nicht nachweisbar.
In der mittelalterlichen und frühneuzeitlichen, von der Humoralpathologie geprägten, Medizin galt er als Autorität. Von ihm stammt das erste Handbuch der Anatomie [anatomé (ἀνατομή)] und das älteste griechische Kräuterhandbuch [Rhizotomikón (Ῥιζοτομικόν)]. Erkennbar sind integrierende Versuche einer medizinisch-philosophischen Systematik, die als Vorläufer der botanisch-phytotherapeutischen Schriften von Krateuas und Pedanios Dioskurides angesehen werden können. Ferner verfasste er ein Buch über Diätfragen (diätetische Vorschriften für eine gesunde Lebensweise) und ein therapeutisches Buch über Schmerz, seine Ursachen und Heilung. Auf seine Forschungen hatten zweifellos Lehren der Sizilischen Ärzteschule (Philistion von Lokroi, siehe Platons 2. Brief) Einfluss. Die Sprache des Diokles war attisch und zeigt deutlich Einflüsse attischer Philosophie.
Seine Hauptleistungen liegen auf dem Gebiet der Methodik („Methodenfragment“) und der Diätetik, im umfassenden Sinne Leib und Seele betreffend. Diokles weist mit größtem Nachdruck auf die Individualität des Patienten und auf die keinesfalls immer gleiche Wirkung gleicher Mittel hin und warnt, als Vertreter der empirischen Ärzteschule (im Gegensatz zu den Dogmatikern, denen er durch die antike Tradition – als ein die hippokratische Medizin theoretisch ausbauender Arzt – ebenfalls zugerechnet wurde), vor Verallgemeinerungen. Er war zweifellos ein bedeutender „Synthetiker“, der sich um eine Synthese zwischen Hippokratismus, westgriechischer Medizin [Empedokles, Alkmeon von Kroton, Akron von Akragas] und attischer Philosophie bemühte.
Er war der erste attisch publizierende Arzt, der sich auch mit der Augenheilkunde befasste.
Diokles war ein Lehrer des etwas jüngeren Praxagoras von Kos von Kos und nahm wie dieser anatomische Sektionen an Menschen vor, bei denen er auch pathologische Befunde erhob. Die systematischen Klassifikationen von Nahrungsmitteln und Heilpflanzen (inklusive Angabe von Synonymen) zeigen Verbindungen zu Mnesitheos (Μνησίθεος) von Athen und Platon auf. Diokles wirkte zudem auf dem Gebiet der Chirurgie, insbesondere der Kriegschirurgie, und förderte unter anderem die Zeugungsphysiologie, die Hygiene und die ärztliche Grundauffassung.
Seine medizinischen Schriften sind nur als Fragmente in den Werken späterer Autoren tradiert.

## Ehrungen
Nach ihm ist eine Pflanzengattung Dioclea Kunth (heute zu Macropsychanthus Harms ex K.Schum. & Lauterb.) aus der Familie der Hülsenfrüchtler (Fabaceae) benannt.

## Textausgaben und Übersetzungen (Auswahl)
- Philip van der Eijk (Hrsg.): Diocles of Carystus. A collection of the fragments with translation and commentary. 2 Bände. Brill, Leiden 2000–2001, ISBN 90-04-12013-0
- Jutta Kollesch, Diethard Nickel: Antike Heilkunst – Ausgewählte Texte. Reclam, Stuttgart 1994, ISBN 978-3-15-009305-4. Nur Teilübersetzung (aus Oreibasius, Coll. med. rel., lib. inc. 40): Aus den Schriften des Diokles von Karystos: Die gesunde Lebensweise (S. 150–157: „Den Anfang der Darstellung der Gesundheitsvorschriften bildet der Übergang vom Schlaf zum Wachensein: […]“).